# بارابینسک
شهر بارابینسک (به روسی: Барабинск) در کشور روسیه و در استان نووسیبیرسک واقع شده‌است.